# 賓夕法尼亞州憲法
賓夕法尼亞邦憲法（英語：Constitution of the Commonwealth of Pennsylvania），通稱賓夕法尼亞州憲法，簡稱賓州憲法，是美國宾夕法尼亚州的宪法。最近一次於1968年修訂，建立了賓州的法律基礎。雖然賓州憲法受認是一份新的法律文件，但其乃基於以前1874年的憲法，並且通常被認為是對早期憲法版本的修訂。
經過賓夕法尼亞州議會連續兩屆會議的多數表決通過與選民的贊成投票，才能修改州憲法。州議會三分之二的投票與選民在一個月內的贊成投票，才允許進行緊急修憲案。在緊急情況下，必須有選舉官員與每個郡至少兩份報紙公佈憲法修正案的通知，緊急修憲案始得進行。如果提出一項以上的緊急修憲案，則每項補充修憲案將分別進行表決。

## 歷史
賓夕法尼亞州在其建州期間有五部憲法：依時間序列為：1776年憲法，1790年憲法，1838年憲法, 1874年憲法，及1968年憲法。
在此之前，賓夕法尼亞州由威廉·佩恩撰寫的一本名為“賓夕法尼亞州政府框架”的類憲書治理了一個世紀。此書中有四個版本：1682年版、1683年版、1696年版，以及1701年版。

## 外部連結

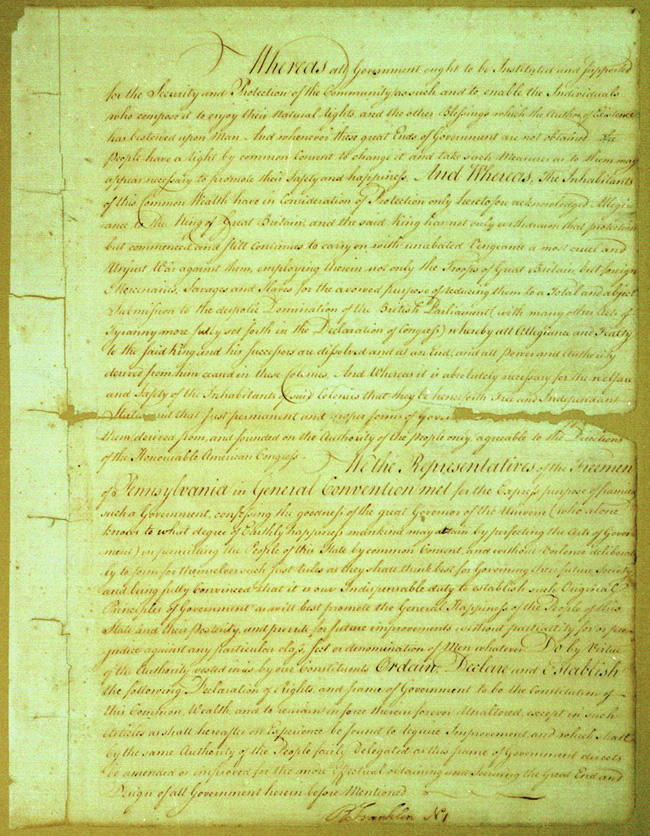
1776年賓州憲法原稿

- The Constitution of the Commonwealth of Pennsylvania （页面存档备份，存于）
- Pennsylvania's Constitutions and the Amendment Process - Where it Began, Where it is Now
- Pennsylvania Constitution Web Page （页面存档备份，存于）
- Text of 1776 Constitution （页面存档备份，存于）